# Чарин (річка)
Чари́н (каз. Шарын) — річка в Алматинській області Казахстану. В середній течії має назву — Кеген, у верхній — Шалкудису. Ліва притока річки Ілі.

## Географія
Річка бере початок на південних схилах гірського хребта Кетмень. Тече в південному, південно-західному, західному напрямках, на околиці поселення Тагузбулак круто повертає на північ, а далі на північний схід, протікає через Національний парк — Чаринський каньйон і через 25 км після поселень Чарин та Ташкарасу впадає у річку Ілі.
Довжина річки 427 кілометрів, площа басейну 7720 км². Снігово-льодовикове живлення. Середньорічний стік води, за 84 км від гирла — 35,4 м³/с. Швидкість води в середній і нижні частині течії коливається від 1,8 до 1,5 м/с. Замерзає в листопаді — лютому, скресає в березні — на початку квітня. Вода використовується для зрошування.
На річці побудована Мойнакська ГЕС (2011), ведеться відновлення, побудованих у 1969 році, Актогайської ГЕС-1 та Актогайської ГЕС-2.

## Притоки
Річка Чарин на своєму шляху приймає воду безлічі невеликих приток, найбільші із них:
- ліві: Карабулак, Сарижаз, Каркара,
- права: Темирлік

## Населенні пункти
Великих населених пунктів на річці Чарин немає. На її берегах розмішені кілька середніх і невеликих сіл (від витоку до гирла): Тузколь, Шалкудису, Карасаз, Комирши, Кеген, Жалаули, Талди, Кенсу, Чарин, Ташкарасу.